# Alexandru Papadopol-Calimah
Alexandru Papadopol-Calimah (n. 15 ianuarie 1833, Tecuci, județul Galați  - d. 18 iunie 1898, Tecuci p. 393) a fost un istoric, publicist și om politic român din secolul al XIX-lea, ministru, ministru de externe și ministru al Cultelor și Instrucțiunii Publice, membru al Societății Academice Române, membru și vicepreședinte al Academiei Române.

## Biografie

### Familie
Alexandru Papadopol-Calimah a fost fiul căpitanului de corabie Nichifor Papadopol și al soției acestuia Eufrosina, născută Callimah.p. 349 Eufrosina era fiica lui Scarlat Callimah Voevod, care a domnit în Moldova și în Țara Românească, la rândul său, fiu și nepot de domnitori ai Moldovei. Familia Callimah se trăgea din mazilul basarabean Vasile Călmașul. Numele familiei a fost grecizat, sub forma Callimaki, de Ioan Teodor Călmașul, care a domnit în Moldova între anii 1758 și 1761.p. 174-177

### Activitate științifică și politică
A participat din tinerețe la lupta pentru unirea Principatelor Române.p. 393p. 632 Ministru de Externe în guvernul Nicolae Kretzulescu de la 17 octombrie 1865 la 11 februarie 1866. Ministru al Cultelor și Instrucțiunii Publice, începând de la 16 noiembrie 1868, în guvernul Dimitrie Ghica.p. 96-97 Membru titular al Societății Academice Române de la 12 septembrie 1876p. 393p. 61p. 125 Vicepreședinte al Academiei Române între 18 martie 1885 și 5 aprilie 1886. Între 21 februarie 1885 și 27 martie 1891 și apoi între 23 martie 1892 și 13 aprilie 1894 a fost vicepreședinte al secțiunii istorice a Academiei Române. La 7 aprilie 1886 a fost numit membru al unei comisii înființate pentru a se ocupa de exploatarea științifică a sitului arheologic de la Cucuteni.p. 81-104 În anul 1886, a propus crearea unei reviste istorice a Academiei și să se întocmească un catalog al documentelor aflate în posesia Academiei. Din același an, au apărut, de sine stătătoare, Memoriile Secțiunii Istorice, iar în deceniile următoare a fost realizată inventarierea și catalogarea documentelor Academiei.p. 162 El s-a aflat printre donatorii de manuscrise și cărți rare către Biblioteca Academiei Române.p. 173 A colaborat cu studii istorice la publicațiile „Arhiva”, „Convorbiri literare”, „Revista literară și științifică”, „Revista nouă”. A pus, pentru prima oară, la îndemâna cititorilor opera literară a lui Costache Negri. A publicat studii despre limba română, printre care, în 1855, cel intitulat „Limba româneascâ”, în care a luat apărarea limbii populare.p. 394

## Aprecierea operei
Georgeta Penelea remarcă o anume valoare de informație și maniera narativă de prezentare a studiilor sale istorice, care le conferă interes, deopotrivă pentru istorici și pentru literați. S-au păstrat, în manuscris aflat la Biblioteca Academiei Române, notabile amintiri din epoca lui Alexandru Ioan Cuza.p. 252

## Scrieri publicate
cf.p. 394p. 632p. 252
- Curtea de Casație în Franța (Iași, 1862)
- Reglementul pentru serviciul Curții de Casație din Franța (1862)
- Scrieri vechi pierdute atingătoare de Dacia (1872 - 1876); reeeditare Editura Dacica, 2007
- Dioscoride și Lucius Apuleius (Botanica daco-getică) (București, 1879)
- Dare de seamă despre scrierea lui Atanasie Comnen Ipsilante, în "Analele Academiei Române", seria II, tomul II, București, 1879-1980
- Despre Nicolae Mavrocordat Exaporitul și despre activitatea sa politică și literară (București, 1884)
- Sloboziile în România. O carte domnească inedită din 1661, în "Convorbiri literare", anul XVII, București, 1884
- Cuvânt despre expediția lui Igor Sveatoslavici, principele Novgorodului Nordic contra Plovților sau Cumanilor. Traducere și note (București, 1885)
- Dunărea în literatură și în tradițiuni, în "Analele Academiei Române", Memoriile secției istorice, seria II, tomul VII, București, 1886
- Despre Gheorghe Ștefan Voivod, Domnul Moldovei (1653-1668) (București, 1886)
- Generalul Pavel Kisseleff în Moldova și Țara Românească, 1829-1834, după documente rusești (București, 1887)
- Notiță istorică despre orașul Botoșani (1887)
- Notiță istorică despre Bârlad (Bârlad, 1889)
- Despre Dereptate, locul unde s-a aclamat Domn Ștefan cel Mare, în "Analele Academiei Române", seria II, tomul XVII, București, 1894-1895
- Sofia Paleolog, nepoata împăratului Constantin XII Paleolog și Domnița Olena, fiica Domnului Moldovei, Ștefan cel Mare, 1472-1509 (București, 1895)
- Un episod din istoria tipografiei în România (1896)
- Din scrierile lui Alexandru Papadopol-Calimah, publicate de fiul său (Tecuci, 1908)